# Lisboa Belém Open 2017
Il Lisboa Belém Open 2017 è stato un torneo maschile tennis professionistico. È stata la 1ª edizione del torneo, facente parte della categoria Challenger 80 nell'ambito dell'ATP Challenger Tour 2017, con un montepremi di 43 000€+H. Si è svolto dal 12 al 18 giugno 2017 sui campi in terra rossa del Club Internacional de Foot-ball di Lisbona, in Portogallo.

## Partecipanti

### Teste di serie
| Nazionalità          | Giocatore               | Testa di serie |
| -------------------- | ----------------------- | -------------- |
| Bosnia ed Erzegovina | Damir Dzumhur           | 1              |
| Rep. Ceca            | Adam Pavlasek           | 2              |
| Giappone             | Taro Daniel             | 3              |
| Austria              | Filip Misolic           | 4              |
| Colombia             | Santiago Giraldo        | 5              |
| Spagna               | Roberto Carballés Baena | 6              |
| Portogallo           | Pedro Sousa             | 7              |
| Spagna               | Rubén Ramirez-Hidalgo   | 8              |

### Altri partecipanti
I seguenti giocatori hanno ricevuto una wild card per il tabellone principale:
- Andre Gaspar Murta
- Frederico Ferreira Silva
- Goncalo Oliveira
- Joao Monteiro

I seguenti giocatori sono passati dalle qualificazioni:
- Daniel Munoz-De La Nava
- Gonzalo Escobar
- Dragos Dima
- Hubert Hurkacz

## Campioni

### Singolare
Oscar Otte ha sconfitto in finale  Tarō Daniel con il punteggio di 4–6, 6–1, 6–3.

### Doppio
Ruan Roelofse /  Christopher Rungkat hanno sconfitto in finale  Frederico Gil /  Gonçalo Oliveira con il punteggio di 7–6(7), 6–1.